# João Alberto Vasa
João Alberto Vasa (em polonês/polaco:  Jan Albert Waza, Cracóvia, 25 de maio de 1612 - Pádua, 29 de dezembro de 1634) foi um cardeal do século XVII.

## Biografia
Nasceu em Cracóvia em 25 de maio de 1612. Filho do rei Sigismundo III Vasa da Polônia e de Constança de Habsburgo, arquiduquesa da Áustria. Ele tinha quatro irmãos, Jan Kazimierz, o mais novo (cardeal); Jan II Kazimierz; Karol Ferdynand (bispo de Wrocław, 1625-1655; e Płock, 1640-1655); e Aleksander Karol; duas irmãs, Anna Konstancja e Anna Katarzyna Konstancja; dois meio-irmãos. Władysław IV, rei da Polônia; e Krzysztof; e três meias-irmãs, Anna Maria, Katarzyna e Katarzyna. Sobrinho de Leopoldo Habsburgo, bispo de Estrasburgo (1607-1626); e de Karol Habsburg, bispo de Wrocław (1608-1624). Irmão do Cardeal Jan Kazimierz Waza , SJ (1646). Relacionado ao Cardeal Fryderyk Jagiellończyk (1493). Seu sobrenome também está listado como Vasa, Wasa e Wazów.
Entrou na Companhia de Jesus. Estudou nas casas de formação de sua ordem..
Ele nunca recebeu nenhuma das ordens sagradas..
Nomeado administrador da diocese de Ermland pelo capítulo da catedral; nomeado pelo papa, com o cônego Michael Dzialynski, como co-administrador por um triênio, 21 de outubro de 1621..
Criado cardeal e reservado in pectore tacite no consistório de 19 de novembro de 1629; publicado no consistório de 20 de dezembro de 1632; recebeu o barrete vermelho e a diaconia de S. Maria in Aquiro, 20 de dezembro de 1632. Administrador da sé de Cracóvia, mantendo a administração de Ermland, 6 de novembro de 1632. Eleito bispo de Cracóvia, cum munere Administrationis donec ad legitimam aetatem prevenerit , 20 de novembro de 1632..
Morreu em Pádua em 29 de dezembro de 1634. Transferido para a Polônia com splendida pompa e enterrado na cripta da Basílica Real, Castelo Wawel, Cracóvia..